# Diedrich Willers
Diedrich Willers junior (* 3. November 1833 in Varick, New York; † 25. Juni 1908 ebenda) war ein US-amerikanischer Politiker (Demokratischen Partei). Er war von 1874 bis 1876 Secretary of State von New York.

## Frühe Jahre
Diedrich Willers junior, sechstes von acht Kindern von Reverend und Doctor of Divinity Diedrich Willers (1798–1883), einem deutschen Einwanderer aus Bremen, wurde 1833 im Seneca County (New York) geboren. Sein Vater kämpfte 1815 während der Schlacht bei Waterloo in der hannoverschen Armee. 1819 wanderte er nach Baltimore (Maryland) ein. Er begann 1821 in verschiedenen Gemeinden im Seneca County zu predigen. In diesem Zusammenhang war er ein bedeutender Kritiker des Mormonentums. Seine Mutter wurde in New Holland (Pennsylvania) geboren. Sie stammte von Pennsylvania Dutch ab.
Die Jugendjahre von Diedrich Willers junior waren mühsam. Sie waren von der Wirtschaftskrise von 1837 und dem Mexikanisch-Amerikanischen Krieg überschattet. Dabei war seine Zeit aufgeteilt zwischen der Arbeit auf der Familienfarm im Sommer und dem Besuch der Bezirksschulen im Winter. Mit Ausnahme von zwei Semestern an der Seneca Falls Academy besuchte er keine andere Schule als die Bezirksschule. Im Alter von 16 Jahren begann er an der Bezirksschule zu unterrichten und im Alter von 22 Jahren ging er dem Druckerhandwerk nach, musste es aber wegen seines schlechten Gesundheitszustandes wieder aufgeben.

## Politische Laufbahn
Nach seinem Vater sollte er einem geistlichen Amt nachgehen, es zeichnete sich aber schon früh sein Interesse an der Politik ab. Willers brachte es fertig im Laufe der Zeit einen Abschluss in Jura an der Albany Law School zu erhalten. Er erhielt seine Zulassung als Anwalt, praktizierte aber niemals aktiv als Attorney. Im Alter von 21 Jahren unterstützte er 1854 als Hard-Shell-Demokrat Greene C. Bronson bei seiner Kandidatur für das Amt des Gouverneurs von New York, welcher aber eine Niederlage gegenüber dem Whig Myron H. Clark erlitt. Willers wurde 1857 zum Referendar vom Secretary of State von New York Gideon J. Tucker ernannt. Er bekleidete den Posten während der Amtszeiten dessen Nachfolger David R. Floyd-Jones und Horatio Ballard bis 1863, als ihn der Gouverneur von New York Horatio Seymour zu seinem Privatsekretär ernannte.
Später war er in Varick wieder in der Landwirtschaft tätig. Während dieser Zeit hatte er 1865 und 1866 den Vorsitz im Board of Supervisors. Präsident Andrew Johnson ernannte ihn im März 1867 zum Second Auditor in der Treasury. Dafür zog Willers nach Washington, D.C., kehrte aber nach dem Erfolg der Demokraten bei den Landtagswahlen 1867 nach New York zurück, wo er zum stellvertretenden Secretary of State ernannt wurde. 1871 kandidierte er für den Posten des Secretary of State von New York trotz der Einwände von beinahe allen seines Alters wegen oder der Leitung der Parteipolitikern. Er erlitt eine Niederlage gegenüber dem Republikaner G. Hilton Scribner. Willers kandidierte 1873 erneut für den Posten als Secretary of State und gewann dieses Mal. Er saß 1878 für das Seneca County in der New York State Assembly.
Willers wurde stellvertretender Secretary of State unter Frederick Cook – ein Posten, den er bis zu seinem Rücktritt Ende 1889 innehatte. Im selben Jahr, 1889, war eine erneute Nominierung von Willers für den Posten als Secretary of State die Rede. Er entschied sich aber gegen diese wegen seines abnehmenden Gesundheitszustandes.